# Апріорна мова
Апріорна мова (від лат. a priori — з попереднього) — штучна мова, елементи якої не запозичені з існуючих мов, а створені довільно або на основі якої-небудь логічної (філософської) концепції. Цим вона відрізняється від апостеріорних мов.
Розрізняють також апріорно-апостеріорні і апостеріорно-апріорні мови, залежно від переважання відповідно апріорних або апостеріорних рис.

## Апріорні мови
Прикладами апріорних мов можуть бути:
- Сольресоль
- Іфкуїль
- Ілакш
- Логлан
- Ложбан
- ро
- богомол
- Ченглі
- Астерон
- Дир'яр

Важливо розуміти, що віднесення тієї чи іншої мови до «апріорної» є умовним. Так, в логлані апріорна граматика поєднується з лексикою, побудованої на основі аналізу лексики мов-донорів (тобто в деякому сенсі запозиченої).